# Jim Webb

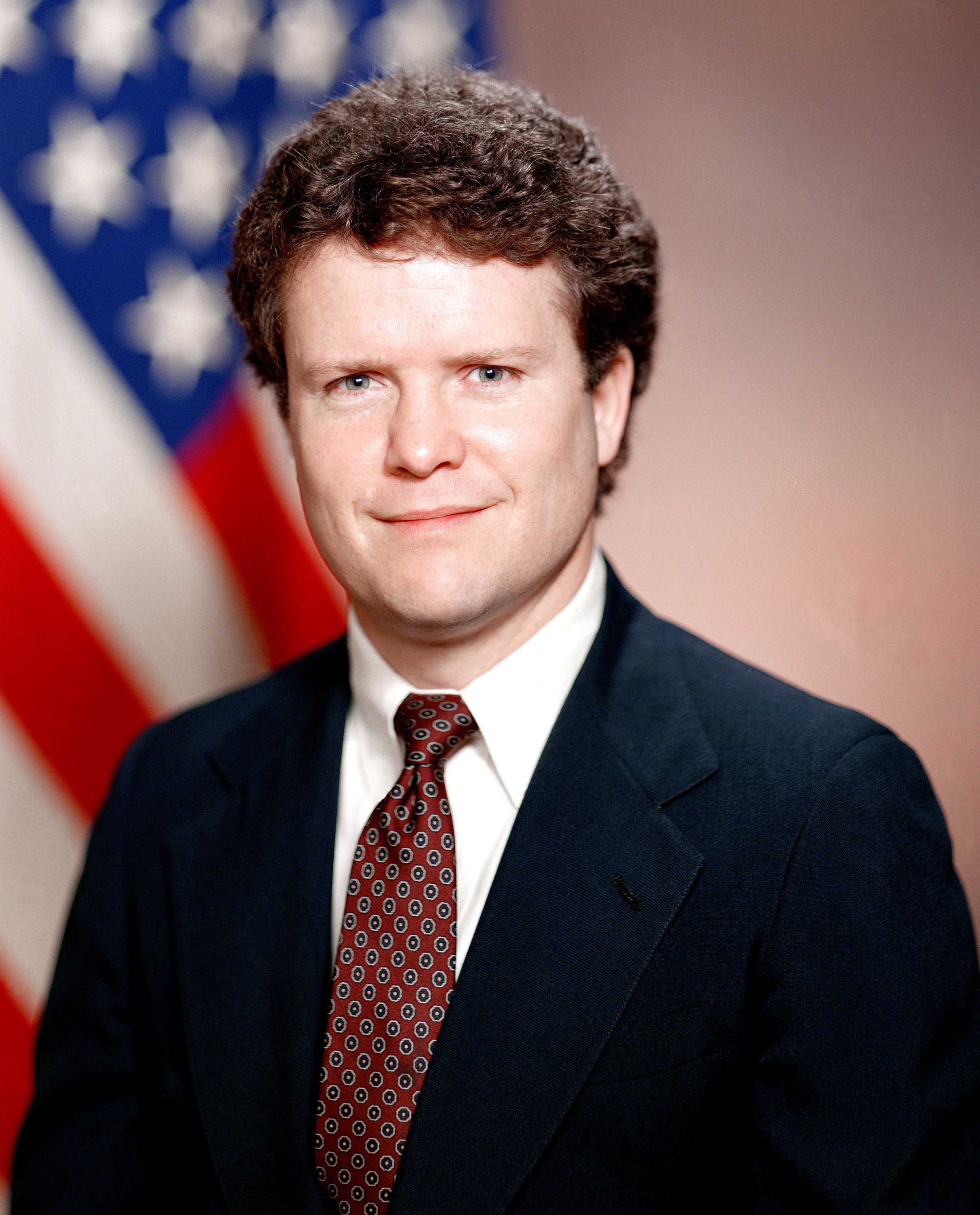
Jim Webb jako podsekretarz Marynarki Wojennej, 1984

James Henry „Jim” Webb Jr (ur. 9 lutego 1946 w Saint Joseph) – amerykański polityk i pisarz, senator USA 1 klasy stanu Wirignia (2007–2013), weteran wojny wietnamskiej, odznaczony m.in. Krzyżem Marynarki Wojennej, Srebrną i dwukrotnie Brązową Gwiazdą oraz dwukrotnie Purpurowym Sercem.

## Biografia
Uończył szkołę średnią w Bellevue w Nebrasce. W latach 1963–1964 studiował na Uniwersytecie Południowej Kalifornii, ukończył Akademię Marynarki Wojennej Stanów Zjednoczonych w 1968 oraz Szkoła Prawa Uniwersytetu Georgetown w 1975. W latach 1968–1972 służył w piechocie morskiej Stanów Zjednoczonych.

## Kariera polityczna
W latach 1984-1987 piastował funkcję podsekretarza Marynarki Wojennej Stanów Zjednoczonych, a od 1 maja 1987 do 23 lutego 1988 sekretarza Marynarki Wojennej w administracji prezydenta Ronalda Reagana. Dziś należy do Partii Demokratycznej, z której ramienia został wybrany senatorem Stanów Zjednoczonych.
W 2006 został kandydatem Demokratów w wyborach do amerykańskiego Senatu ze stanu Wirginia. Jego przeciwnikiem z Partii Republikańskiej był urzędujący senator George Allen. Kampania była jedną z najbardziej zaciętych i najdroższych podczas wyborów roku 2006. Sondaże pokazywały, że poparcie obu kandydatów było właściwie równe, w granicach błędu statystycznego.
W wyborach 7 listopada 2006 Webb według wstępnych wyników zdobył większość głosów. Różnica głosów była jednak tak mała (mniej niż 10 tys. z około 2,4 mln oddanych głosów), że potrzebne było ponowne ich przeliczenie (tzw. recount). Gdyby Webb przegrał, wtedy w Senacie nastąpiłaby idealna równowaga 50-50, a wtedy głos rozstrzygający należałby do wiceprezydenta Dicka Cheneya, za urzędu przewodniczącego Senatu, a więc republikanie zachowaliby minimalną większość.
Oficjalne wyniki stwierdziły, iż zwycięstwo odniósł Webb. Jego kadencja rozpoczęła się 4 stycznia 2007. Był senatorem do 2013.

## Pisarz
Webb jest ponadto znanym i cenionym pisarzem, jednym z nielicznych współczesnych polityków amerykańskich, którzy mają na koncie dzieła beletrystyczne. Jego pierwsza powieść, Fields of Fire, zdobyła rozgłos i uznanie. Za tworzywo dzieła posłużyły jego osobiste doświadczenia ze służby w Wietnamie.
Senator Allen w ferworze kampanii zaatakował twórczość literacką Webba, określając jako „niemoralną” (pojawiają się w nich czasami sceny erotyczne). Prowadzący aktywną kampanię na rzecz Webba były prezydent Bill Clinton skomentował, iż cieszy się, że „pan Allen w ogóle czyta jakieś książki”.

### Twórczość
- Fields of Fire (1978) ISBN 0-553-58385-9
- A Sense of Honor (1981) ISBN 1-55750-917-4
- A Country Such as This (1983) ISBN 1-55750-964-6
- Something to Die For (1992) ISBN 0-380-71322-5
- A Sense of Honor (1995) ISBN 1-55750-917-4
- The Emperor's General (1999) ISBN 0-553-57854-5, polskie wyd.: Generał cesarza, tłum. Tomasz Wyżyński (2001),  ISBN 83-7227-630-7
- Lost Soldiers (2002) ISBN 0-440-24091-3
- Born Fighting: How the Scots-Irish Shaped America (2004) ISBN 0-7679-1688-3